# إيفانز أشيرا
إيفانز أشيرا (بالإنجليزية: Evans Ashira) (مواليد 28 ديسمبر 1969) هو ملاكم كيني، مثّل بلاده في الألعاب الأولمبية الصيفية 1996.

## روابط خارجية
إيفانز أشيرا على موقع بوكس ريك (الإنجليزية) (registration required)
- إيفانز أشيرا على موقع اللجنة الأولمبية الدولية (الإنجليزية)
- إيفانز أشيرا على موقع أوليمبيديا (الإنجليزية)